# Tweede Kamerverkiezingen in het kiesdistrict Elst (1888-1918)

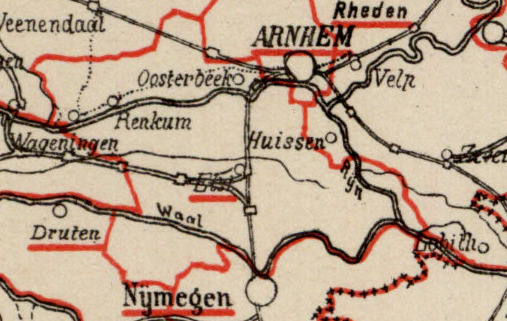
Kiesdistrict Elst (1888)

Tweede Kamerverkiezingen in het kiesdistrict Elst (1888-1918) geeft een overzicht van verkiezingen voor de Nederlandse Tweede Kamer in het kiesdistrict Elst in de periode 1888-1918.
Het kiesdistrict Elst was eerder ingesteld geweest van 1848 tot 1850. Het werd opnieuw ingesteld na de grondwetsherziening van 1887. Tot het kiesdistrict behoorden de volgende gemeenten: Bemmel, Beuningen, Doorwerth, Elst, Ewijk, Gendt, Hemmen, Heteren, Pannerden, Renkum, Valburg en Wageningen.
Legenda
- cursief: in de eerste verkiezingsronde geëindigd op de eerste of tweede plaats, en geplaatst voor de tweede ronde;
- vet: gekozen als lid van de Tweede Kamer.

## 6 maart 1888
De verkiezingen werden gehouden na vervroegde ontbinding van de Tweede Kamer.
|                  | 6 maart | 20 maart |
| ---------------- | ------- | -------- |
| Kiesgerechtigden | 3.094   | 3.094    |
| Opkomst          | 2.845   | 2.549    |
| Geldige stemmen  | 2.830   | 2.517    |
| Blanco stemmen   | 12      | 30       |
| Kandidaten       |         |          |
| G.W. van Dedem   | 1.490   | 1.261    |
| B.M. Bahlmann    | 1.104   | 1.255    |
| J.G. van Rappard | 708     |          |

## 9 juni 1891
De verkiezingen werden gehouden na ontbinding van de Tweede Kamer.
|                  | 9 juni | 23 juni |
| ---------------- | ------ | ------- |
| Kiesgerechtigden | 3.158  | 3.158   |
| Opkomst          | 2.868  | 2.636   |
| Geldige stemmen  | 2.855  | 2.564   |
| Blanco stemmen   | 15     | 72      |
| Kandidaten       |        |         |
| G.W. van Dedem   | 1.059  | 1.420   |
| M. de Ras        | 892    | 1.144   |
| A.D. Sipman      | 883    |         |

## 10 april 1894
De verkiezingen werden gehouden na vervroegde ontbinding van de Tweede Kamer.
|                               | 10 april | 24 april |
| ----------------------------- | -------- | -------- |
| Kiesgerechtigden              | 3.044    | 3.044    |
| Opkomst                       | 2.447    | 2.776    |
| Geldige stemmen               | 2.420    | 2.724    |
| Blanco stemmen                | 26       | 48       |
| Kandidaten                    |          |          |
| W.H.J.T. van Basten Batenburg | 1.200    | 1.361    |
| E.D. de Meester               | 732      | 1.361    |
| G.W. van Dedem                | 464      |          |

## 12 juni 1894
Bij de verkiezingen van 10 en 24 april 1894 waren in de tweede ronde de twee overgebleven kandidaten gelijk geëindigd, zodat geen van beiden gekozen kon worden verklaard. Om toch in de vacature te voorzien werd een tussentijdse verkiezing gehouden.
|                               | 12 juni | 26 juni |
| ----------------------------- | ------- | ------- |
| Kiesgerechtigden              | 3.007   | 3.007   |
| Opkomst                       | 2.830   | 2.881   |
| Geldige stemmen               | 2.804   | 2.848   |
| Blanco stemmen                | 26      | 33      |
| Kandidaten                    |         |         |
| W.H.J.T. van Basten Batenburg | 1.389   | 1.435   |
| E.D. de Meester               | 1.057   | 1.413   |
| H.A. van de Velde             | 263     |         |
| R. Melvil van Lijnden         | 91      |         |

## 15 juni 1897
De verkiezingen werden gehouden na ontbinding van de Tweede Kamer.
|                               | 15 juni |
| ----------------------------- | ------- |
| Kiesgerechtigden              | 7.053   |
| Opkomst                       | 6.479   |
| Geldige stemmen               | 6.360   |
| Blanco stemmen                | 119     |
| Kandidaten                    |         |
| W.H.J.T. van Basten Batenburg | 3.486   |
| P. Rink                       | 1.337   |
| A.D. Duys                     | 1.253   |
| F.F. van Lynden van Hemmen    | 284     |

## 13 juni 1899
Willem van Basten Batenburg, gekozen bij de verkiezingen van 15 juni 1897, trad op 18 mei 1899 af vanwege zijn benoeming als rechter in de arrondissementsrechtbank van 's-Hertogenbosch. Om in de ontstane vacature te voorzien werd een tussentijdse verkiezing gehouden.
|                               | 13 juni |
| ----------------------------- | ------- |
| Kiesgerechtigden              | 6.302   |
| Kandidaten                    |         |
| W.H.J.T. van Basten Batenburg |         |

Van Basten Batenburg was de enige kandidaat; hij werd zonder nadere stemming gekozen verklaard.

## 14 juni 1901
De verkiezingen werden gehouden na ontbinding van de Tweede Kamer.
|                          | 14 juni |
| ------------------------ | ------- |
| Kiesgerechtigden         | 6.819   |
| Opkomst                  | 5.655   |
| Geldige stemmen          | 5.412   |
| Blanco stemmen           | 243     |
| Kandidaten               |         |
| J.W. Bergansius          | 3.089   |
| P. Rink                  | 956     |
| A.D. Duys                | 890     |
| W. van Voorst tot Voorst | 353     |
| B. Reyndorp              | 124     |

## 20 augustus 1901
Johannes Bergansius, gekozen bij de verkiezingen van 14 juni 1901, nam zijn benoeming niet aan vanwege zijn toetreding op 1 augustus 1901 tot het na de verkiezingen geformeerde kabinet-Kuyper. Om in de ontstane vacature te voorzien werd een naverkiezing gehouden.
|                          | 20 augustus |
| ------------------------ | ----------- |
| Kiesgerechtigden         | 6.819       |
| Opkomst                  | 4.460       |
| Geldige stemmen          | 4.403       |
| Blanco stemmen           | 57          |
| Kandidaten               |             |
| S.M. van Wijck           | 3.236       |
| W. van Voorst tot Voorst | 1.167       |

## 1 maart 1904
Stephanus van Wijck, gekozen bij de verkiezingen van 20 augustus 1901, overleed op 6 februari 1904. Om in de ontstane vacature te voorzien werd een tussentijdse verkiezing gehouden.
|                         | 1 maart |
| ----------------------- | ------- |
| Kiesgerechtigden        | 7.439   |
| Opkomst                 | 4.489   |
| Geldige stemmen         | 4.397   |
| Blanco stemmen          | 92      |
| Kandidaten              |         |
| A.I.M.J. van Wijnbergen | 3.308   |
| H. Pyttersen            | 1.089   |

## 30 maart 1904
De uitslag van de verkiezing van 1 maart 1904 werd door de Tweede Kamer op 9 maart 1904, op voorstel van de Commissie voor de Geloofsbrieven, ongeldig verklaard vanwege het niet voldoen aan artikel 51 van de Kieswet. Om in de vacature te voorzien werd een tussentijdse verkiezing gehouden.
|                         | 30 maart |
| ----------------------- | -------- |
| Kiesgerechtigden        | 7.439    |
| Kandidaten              |          |
| A.I.M.J. van Wijnbergen |          |

Van Wijnbergen was de enige kandidaat; hij werd zonder nadere stemming gekozen verklaard.

## 16 juni 1905
De verkiezingen werden gehouden na ontbinding van de Tweede Kamer.
|                                   | 16 juni |
| --------------------------------- | ------- |
| Kiesgerechtigden                  | 8.188   |
| Opkomst                           | 6.799   |
| Geldige stemmen                   | 6.675   |
| Blanco stemmen                    | 124     |
| Kandidaten                        |         |
| A.I.M.J. van Wijnbergen           | 4.318   |
| F.J.W. van Pallandt van Rosendael | 1.920   |
| S. Lindeman                       | 437     |

## 11 juni 1909
De verkiezingen werden gehouden na ontbinding van de Tweede Kamer.
|                         | 11 juni |
| ----------------------- | ------- |
| Kiesgerechtigden        | 8.246   |
| Opkomst                 | 5.050   |
| Geldige stemmen         | 4.918   |
| Blanco stemmen          | 132     |
| Kandidaten              |         |
| A.I.M.J. van Wijnbergen | 4.367   |
| S. Lindeman             | 551     |

## 17 juni 1913
De verkiezingen werden gehouden na ontbinding van de Tweede Kamer.
|                         | 17 juni |
| ----------------------- | ------- |
| Kiesgerechtigden        | 9.842   |
| Opkomst                 | 9.047   |
| Geldige stemmen         | 8.918   |
| Blanco stemmen          | 129     |
| Kandidaten              |         |
| A.I.M.J. van Wijnbergen | 5.448   |
| P.J. Muller             | 2.906   |
| J.W. Matthijsen         | 421     |
| J. van der Veen         | 143     |

## 13 maart 1917
Antonius van Wijnbergen, gekozen bij de verkiezingen van 17 juni 1913, trad op 25 februari 1917 af vanwege zijn benoeming als lid van de Centrale Raad van Beroep. Om in de ontstane vacature te voorzien werd een tussentijdse verkiezing gehouden.
|                         | 13 maart |
| ----------------------- | -------- |
| Kiesgerechtigden        | 9.592    |
| Kandidaten              |          |
| A.I.M.J. van Wijnbergen |          |

Van Wijnbergen was de enige kandidaat; hij werd zonder nadere stemming gekozen verklaard.

## 15 juni 1917
De verkiezingen werden gehouden na ontbinding van de Tweede Kamer.
|                         | 15 juni |
| ----------------------- | ------- |
| Kiesgerechtigden        | 9.805   |
| Opkomst                 | 4.864   |
| Geldige stemmen         | 4.784   |
| Blanco stemmen          | 80      |
| Kandidaten              |         |
| A.I.M.J. van Wijnbergen | 4.276   |
| F.van Eeden             | 508     |

## Opheffing
De verkiezing van 1917 was de laatste verkiezing voor het kiesdistrict Elst. In 1918 werd voor verkiezingen voor de Tweede Kamer overgegaan op een systeem van evenredige vertegenwoordiging met kandidatenlijsten van politieke partijen.